# This Horrid Practice
This Horrid Practice: The Myth and Reality of Traditional Maori Cannibalism ("Esta prática horrível: o mito e a realidade do canibalismo tradicional maori", em tradução livre) é um livro de não-ficção de 2008 do historiador neozelandês Paul Moon. O livro é uma pesquisa abrangente da história do canibalismo humano entre os maoris da Nova Zelândia, de uma perspectiva europeia. Foi o primeiro estudo publicado sobre o canibalismo Māori.
O título do livro foi extraído do diário do Capitão James Cook, de 16 de janeiro de 1770, que, ao descrever atos de canibalismo maori, declarou: "embora dificilmente sejam necessárias evidências mais fortes dessa prática horrível prevalecente entre os habitantes desta costa, temos ainda mais evidências para dar".

## Conteúdo
Em cinco seções, Paul Moon descreve: a perspectiva europeia sobre o canibalismo em geral durante os séculos XVIII e XIX; as evidências disponíveis a partir de observações europeias sobre o canibalismo maori; a estrutura do canibalismo e sua compreensão dentro da sociedade maori; o esforço deliberado feito por missionários e oficiais britânicos para abolir o canibalismo; e as abordagens revisionistas sobre o canibalismo feitas nos séculos XX e XXI (com foco particular no livro de Gananath Obeyesekere de 2005, Cannibal Talk: The Man-Eating Myth and Human Sacrifice in the South Seas).
Segundo Moon, o canibalismo maori era comum na Nova Zelândia até meados de 1800, mas foi amplamente ignorado nos livros de história. Sendo parte de uma sociedade particularmente violenta, o canibalismo durou várias centenas de anos até a década de 1830, com a persistência de alguns casos isolados. A prática generalizada de canibalismo não era uma questão alimentar, ocorrendo como parte de uma fúria pós-batalha. Os inimigos eram capturados e mortos depois da batalha, ou eram mortos por causa de uma pequena transgressão. O infanticídio era amplamente praticado porque as tribos queriam que os homens fossem guerreiros e as mães praticavam infanticídio feminino para canibalismo; os métodos comuns eram matar suas filhas sufocando-as ou enfiando um dedo no tecido mole do crânio para matá-las imediatamente. Uma das razões para o canibalismo era a humilhação dos adversários, comendo-os e os transformando em excremento.

## Publicação posterior
Pouco depois do livro ser publicado, ele foi destaque em vários noticiários e no programa de televisão neozelandês 60 Minutes. A publicação de This Horrid Practice foi controversa devido à determinação do livro de que o canibalismo era comum entre os maoris da Nova Zelândia até meados do século XIX. O canibalismo maori é um tema sensível na Nova Zelândia, e Moon antecipou que o livro seria recebido negativamente por alguns.
O livro motivou uma queixa anónima mas formal à Comissão de Direitos Humanos da Nova Zelândia, argumentando que "descreve toda a sociedade maori como violenta e perigosa. Esta é uma visão claramente racista, afirmando que todo um grupo étnico tem estas características". Uma das críticas de Moon, Margaret Mutu, reconheceu que o canibalismo era generalizado em toda a Nova Zelândia, mas argumentou que Moon, como um pākehā (pessoa não-maori), "não entendia a história do canibalismo e era 'muito, muito difícil para um pakeha acertar nessas coisas'".

Moon respondeu afirmando que Mutu tinha "condenado-me e anunciado à comunicação social que eu não compreendia a história do canibalismo, embora ela admitisse não ter lido sequer uma única frase do livro". Moon também acusou os seus críticos de tentativa de censura e de insultos. Ele comentou:
O que me surpreende é que os críticos que dizem que eu não entendo os mecanismos dessa prática muitas vezes nem leram o livro. Eles também não têm provas do contrário. Ainda que não gostem do conteúdo, não podem negar fatos históricos. E tentar censurar este livro é negar o passado.
Referindo-se ao livro, o Dr. Rawiri Taonui, o primeiro professor de Estudos Indígenas da Nova Zelândia, diz sobre o autor: "Ele não olhou para nenhuma evidência da língua maori, nada do Tribunal de Terras Maori. Ele deixa tudo isso de lado e tira uma conclusão gigantesca sobre a sociedade maori pré-europeia que se baseia na visão de alguns europeus".